# Соломія (мироносиця)

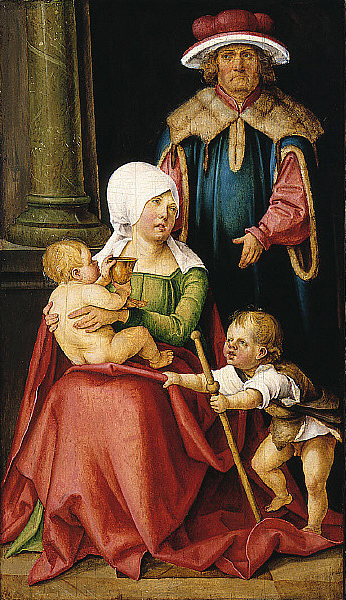
Ганс фон Кульмбах. Марія Соломія, Зеведей та їхні сини Яків та Іван Богослов

Праведна Соломія, Соломія Мироносиця (також Саломія; грец. Σαλώμη, лат. Maria Salome) — персонаж Біблії, одна з жінок-мироносиць, дружина Зеведея, мати апостолів Івана та Якова.
Соломія — одна із свідків основних подій євангельської історії: вона згадується серед учениць Христа, які пішли за ним з Галілеї до Єрусалима і спостерігали за розп'яттям Христа (Мк 15:40), а також серед жінок, які прийшли великоднім ранком до гробу (Мк 16:1).
День пам'яті:
- у православній церкві — в Неділю жінок-мироносиць (3-я неділя після Великодня) і 3 серпня[2] (за новоюліанським календарем);
- у католицькій церкві — 24 квітня.

## У Біблії
У євангеліста Марка Соломія не названа серед свідків поховання Ісуса Христа (Мк 15:47), проте згадана третьою серед жінок, які прийшли до гробу великоднім ранком (Мк 16:1). Однак у паралельних місцях у текстах інших євангелістів Соломія не згадується (Мф 27:61, Мф 28:1, Лк 24:10). У Матфея серед жінок, які спостерігали за розп'яттям, в якості третьої жінки згадана «мати синів Зеведеєвих» (Мф 27:56), деякі дослідники припускають, що йдеться про одну й ту саму особу. Першим це ототожнення серед ранньохристиянських екзегетів зробив Ориген. Серед жінок, які прийшли до гробу вранці в неділю, Матфей згадує лише двох жінок (Мф 28:1) — можливо тому, що Соломія не була відома апостолові Матфею, і кожен з євангелістів згадував тільки про знайомих йому та його аудиторії учениць з числа «багатьох жінок» (Мф 27:55, Мк 15:40, Лк 24:10). У євангеліста Луки жінки, які спостерігали за розп'яттям, залишаються безіменними (Лк 23:49), а в сцені біля гробу замість Соломії представлена Марія Яковова (Лк 24:10). Існує припущення, що Соломія була одружена, але залишила сім'ю, ставши ученицею Христа. Деякі автори висловлюють припущення, що ім'я Соломії було видалено з тексту Євангелій у процесі редагування, щоб виключити широко поширені асоціації з її образом у гностичній літературі, проте ця гіпотеза не видається переконливою у зв'язку з використанням у цих творах імен інших жінок-мироносиць.